# Michel Etcheverry
Cet article concerne l'acteur Michel Etcheverry. Pour le chanteur, voir Michel Etcheverry (chanteur).
Pour les articles homonymes, voir Etcheverry.
Michel-Adrien Etcheverry, né le 19 décembre 1919 à Saint-Jean-de-Luz (Basses-Pyrénées) et mort le 30 mars 1999 à Paris 20e, est un comédien français, sociétaire honoraire de la Comédie-Française.

## Biographie
Né le 19 décembre 1919 à Saint-Jean-de-Luz, Michel Etcheverry est instituteur en 1940, renvoyé en 1941 pour avoir refusé de faire chanter aux enfants Maréchal, nous voilà !,.
Il entre ensuite au Conservatoire national supérieur de musique et de danse de Paris où il fait la connaissance de Robert Hirsch et de François Chaumette. Il obtient un 2e prix de comédie. Il commence sa carrière au théâtre comme régisseur de 1945 à 1951, puis est intégré dans la troupe de Louis Jouvet qui demeurera son modèle,.
Il entre comme pensionnaire à la Comédie-Française en 1961, est nommé 439e sociétaire en 1964, sociétaire honoraire en 1984. Son répertoire comporte de nombreuses tragédies du répertoire classique, notamment Corneille, Racine, Shakespeare et de Montherlant. Il joue aussi Sartre, Anouilh et Claudel.
Croyant et mystique, il envisage d'entrer dans les ordres au début des années 1980 ; il joue dans Le Mystère de la joie de l'abbé Pierre en 1985,.
Michel Etcheverry meurt le 30 mars 1999, dans le 20e arrondissement de Paris, à l'âge de 79 ans,.

## Filmographie
- 1948 : Entre onze heures et minuit d'Henri Decoin : le préposé aux empreintes
- 1951 : …Sans laisser d'adresse de Jean-Paul Le Chanois : un futur papa (M. Langlois)
- 1952 : Nez de cuir d'Yves Allégret
- 1952 : Agence matrimoniale de Jean-Paul Le Chanois
- 1952 : Ce soir on joue Macbeth (Le Rideau rouge) de André Barsacq
- 1952 : La Jeune Folle d'Yves Allégret
- 1952 : Ouvert contre X de Richard Pottier
- 1953 : La Pocharde de Georges Combret
- 1953 : Mam'zelle Nitouche d'Yves Allégret
- 1954 : Madame du Barry de Christian-Jaque : l'abbé de Beauvais
- 1954 : Raspoutine de Georges Combret
- 1954 : La Castiglione (La Contessa di Castiglione) de Georges Combret
- 1955 : Le Fils de Caroline chérie de Jean Devaivre : le padre
- 1955 : Chantage de Guy Lefranc : le commissaire
- 1955 : La Tour de Nesle de Abel Gance : Enguerrand de Marigny
- 1955 : Les Aristocrates de Denys de La Patellière : le notaire Crouelles
- 1955 : L'Affaire des poisons d'Henri Decoin : le prédicateur
- 1955 : Paris canaille ou Paris coquin de Pierre Gaspard-Huit
- 1955 : Vous pigez ? de Pierre Chevalier
- 1955 : Plus de whisky pour Callaghan de Willy Rozier
- 1956 : Papa, maman, ma femme et moi de Jean-Paul Le Chanois : l'explorateur
- 1956 : La Sorcière d'André Michel : Camoin
- 1956 : Toute la ville accuse de Claude Boissol : le chef des gangsters
- 1956 : C'est arrivé à Aden de Michel Boisrond : pasteur Sanderman
- 1956 : Honoré de Marseille de Maurice Regamey : Bob, le journaliste
- 1956 : Michel Strogoff de Carmine Gallone: général Krisloff
- 1956 : Notre-Dame de Paris de Jean Delannoy : l'archidiacre
- 1956 : Le Salaire du péché de Denys de La Patellière : docteur Maroual
- 1957 : Élisa, de Roger Richebé : le président
- 1957 : Fumée blonde de Robert Vernay
- 1958 : C'est la faute d'Adam de Jacqueline Audry : Adam
- 1958 : Le Désert de Pigalle de Léo Joannon : le radiologue
- 1958 : Les Jeux dangereux de Pierre Chenal : l'aveugle
- 1958 : Prisons de femmes de Maurice Cloche
- 1959 : Les Yeux sans visage de Georges Franju : médecin légiste
- 1959 : Un témoin dans la ville d'Édouard Molinaro
- 1959 : Julie la rousse de Claude Boissol : le notaire
- 1959 : La Nuit des espions de Robert Hossein : l'officier allemand
- 1959 : Y'en a marre d'Yvan Govar
- 1959 : Les Loups de Marcel Bluwal (TV) : Teulier
- 1959 : Signé Arsène Lupin d'Yves Robert : Van Nelden, le collectionneur
- 1960 : Le Panier à crabes de Joseph Lisbona
- 1960 : Le Passage du Rhin d'André Cayatte : Ludovic
- 1960 : Recours en grâce de László Benedek : l'inspecteur
- 1960 : Vers l'extase de René Wheeler
- 1961 : Le puits aux trois vérités de François Villiers : commissaire Bertrand
- 1961 : Théâtre de la jeunesse: Don Quichotte (TV) : Don Quichotte
- 1961 : L'Exécution de Maurice Cazeneuve
- 1961 : L'Âme de Nicolas Snyders (TV) : le colporteur
- 1961 : Les Amours célèbres de Michel Boisrond : Gaspard Bernauer (segment Agnès Bernauer)
- 1961 : Les Nouveaux Aristocrates de Francis Rigaud : le recteur
- 1961 : Le Rouge et le Noir (du roman de Stendhal), téléfilm de  Pierre Cardinal : le directeur du séminaire
- 1962 : Le Petit Garçon de l'ascenseur de Pierre Granier-Deferre : M. Maillet
- 1962 : Le Cid (tragi-comédie de Pierre Corneille), téléfilm de Roger Iglésis : Don Diègue
- 1962 : Quatrevingt-treize (TV) d'Alain Boudet : le marquis de Lantenac
- 1963 : L'Île mystérieuse de Pierre Badel : Cyrus Smith
- 1963 : Mathias Sandorf de Georges Lampin : le prêtre
- 1965 : Dom Juan ou le Festin de pierre (TV) : la voix du commandeur (voix)
- 1965 : Le Roi Lear de Jean Kerchbron (TV) : le roi Lear
- 1965 : Le Tigre se parfume à la dynamite de Claude Chabrol
- 1966 : Marie Tudor (TV) : Cranmer
- 1966 : Paris brûle-t-il ? de René Clément : préfet Luizet
- 1967 : Les Cinq Dernières Minutes : Finir en beauté de Claude Loursais : Marcel Bressac
- 1967 : La guerre de Troie n'aura pas lieu (TV) : Ulysse
- 1967 : L'Affaire Lourdes de Marcel Bluwal : Mgr Laurence
- 1967 : Le Golem (du roman de Gustav Meyrink), téléfilm de Jean Kerchbron : Hillel
- 1968 : Au théâtre ce soir : Le commissaire est bon enfant de Georges Courteline, mise en scène Jean-Paul Roussillon, réalisation Pierre Sabbagh, Théâtre Marigny (Spectacle de la Comédie-Française)
- 1968 : La Prisonnière de Henri-Georges Clouzot : le chirurgien
- 1969 : Cinna (TV) : Auguste
- 1969 : Un bourgeois de Paris (TV) : Étienne Marcel
- 1969 : La Voie lactée de Luis Buñuel : l'inquisiteur
- 1969 : Sainte Jeanne de Claude Loursais : l'évêque Cauchon
- 1973 : Georges Dandin (TV) : M. de Sottenville
- 1973 : Horace (TV) : le vieil Horace
- 1973 : Antigone (TV) : Tiresias
- 1974 : Le deuil sied à Électre (trilogie d'Eugène O'Neill), réalisation de Maurice Cazeneuve : Ezra
- 1976 : Messieurs les Jurés (TV) 
  - 1976 - L'Affaire Perissac d'André Michel : le Président du Tribunal
  - 1986 - L'Affaire Kerzaz de Michèle Lucker : le Président du Tribunal
- 1978 : Perceval le Gallois d'Éric Rohmer: le Roi Pêcheur
- 1978 : On ne badine pas avec l'amour (TV) : le récitant
- 1979 : I... comme Icare de Henri Verneuil : Frédéric Heiniger, président de la haute cour de justice
- 1985 : Tangos, l'exil de Gardel de Fernando E. Solanas : San Martin
- 1989 : Jeanne d'Arc, le pouvoir de l'innocence (TV) : le duc de Bedford
- 1991 : Le Stagiaire (TV) : Le Mesnil
- 1993 : L'Écrivain public de Jean-François Amiguet : le professeur
- 1995 : Une femme française de Régis Wargnier : Charles
- 1997 : Vivre avec toi (TV)
- 1998 : Temps contre temps (TV - France 3) de Ronald Harwood avec Laurent Terzieff, réalisation Stéphane Bertin

## Théâtre

### Hors Comédie-Française
- 1945 : La Folle de Chaillot de Jean Giraudoux, mise en scène Louis Jouvet, Théâtre de l'Athénée
- 1947 : L'Apollon de Marsac de Jean Giraudoux, mise en scène Louis Jouvet, Théâtre de l'Athénée
- 1949 : Ondine de Jean Giraudoux, mise en scène Louis Jouvet, Théâtre de l'Athénée
- 1950 : L'École des femmes de Molière, mise en scène Louis Jouvet, Théâtre des Célestins
- 1953 : L'Alouette de Jean Anouilh, mise en scène de l'auteur et Roland Piétri, Théâtre Montparnasse
- 1955 : Pygmalion de George Bernard Shaw, mise en scène Jean Marais, Théâtre des Bouffes-Parisiens
- 1957 : Le Journal d'Anne Frank de Frances Goodrich et Albert Hackett, mise en scène Marguerite Jamois, Théâtre Montparnasse
- 1959 : Le Vélo devant la porte de Marc-Gilbert Sauvajon d'après Desperate Hours de Joseph Hayes, mise en scène Jean-Pierre Grenier, Théâtre Marigny
- 1960 : Le Journal d'Anne Frank de Frances Goodrich et Albert Hackett, mise en scène Marguerite Jamois, Théâtre des Célestins
- 1960 : Crime parfait de Frederick Knott, mise en scène Jean Meyer, Théâtre du Palais-Royal
- 1961 : La Rouille de Carlos Semprún, mise en scène Jean-Marie Serreau, Théâtre de l'Alliance française
- 1961-1963 : Le Maître de Santiago de Henry de Montherlant, mise en scène Jean Marchat, Festival des nuits de Bourgogne Dijon, Château du Plessis-Macé
- 1961 : L'Annonce faite à Marie de Paul Claudel, mise en scène Pierre Franck, Théâtre de l'Œuvre
- 1962 : Œdipe roi de Jean Cocteau, mise en scène Louis Erlo, Théâtre antique de Lyon
- 1964 : La Tragédie de la vengeance d'après Cyril Tourneur, mise en scène Francis Morane et Jean Serge, Théâtre Sarah-Bernhardt
- 1964 : Roméo et Juliette de William Shakespeare, mise en scène Jean Darnel, Théâtre de la Nature Saint-Jean-de-Luz
- 1966 : Histoire de rire d'Armand Salacrou, mise en scène Louis Arbessier, Théâtre des Célestins
- 1966 : Le Voyage de Thésée de Georges Neveux, mise en scène Michel Etcheverry, Festival de Bellac
- 1967 : Intermezzo de Jean Giraudoux, mise en scène Michel Etcheverry, Festival de Bellac
- 1968 : Le Cardinal d'Espagne d'Henry de Montherlant, mise en scène Michel Etcheverry, Festival de Bellac
- 1969 : Savonarole ou Le Plaisir de Dieu seul de Michel Suffran, mise en scène Jean-Pierre Laruy, Centre théâtral du Limousin Limoges
- 1969 : Œdipe roi de Sophocle, mise en scène Maurice Guillaud, Festival de Bellac
- 1988 : Britannicus de Racine, mise en scène Marcelle Tassencourt, Grand Trianon Festival de Versailles
- 1991 : Richard II de William Shakespeare, mise en scène Yves Gasc, Théâtre des Célestins, Théâtre de l'Atelier
- 1991 : Lecture de lettres de Vincent d'Indy, organisation Damien Top, Festival Vincent d'Indy, Reims
- 1993 : Temps contre temps de Ronald Harwood, mise en scène Laurent Terzieff, Théâtre La Bruyère
- 1994 : Temps contre temps de Ronald Harwood, mise en scène Laurent Terzieff, Théâtre des Célestins

## Doublage
- 1965 : Le Crâne maléfique de Freddie Francis : le commissaire-priseur (Michael Gough)
- 1967 : De sang-froid de Richard Brooks : Jensen, le journaliste (Paul Stewart)
- 1972 : Viol en première page de Marco Bellochio : le directeur du journal (Jean Rougeul)
- 1976 : Le Voyage des damnés de Stuart Rosenberg : capitaine Schroeder (Max von Sydow)

## Distinctions
- 1993 : Nomination au Molière du comédien dans un second rôle pour Temps contre temps
- 1995 : Nomination au Molière du comédien dans un second rôle pour Meurtre dans la cathédrale